# Кремінець (потік)
Кремінець (пол. Kreminec) — гірський потік в Україні, у Косівському районі Івано-Франківської області на Гуцульщині. Лівий доплив Черемоша, (басейн Дунаю).

## Опис
Довжина потоку 7 км, найкоротша відстань між витоком і гирлом — 5,76  км, коефіцієнт звивистості потоку — 1,22 . Потік тече у гірському масиві Покутсько-Буковинських Карпатах (зовнішня смуга Українських Карпат).

## Розташування
Бере початок на південних схилах гори Креміниці (662 м). Тече переважно на південний схід і у селі Кути впадає у річку Черемош, праву притоку Пруту.
Населені пункти вздовж берегової смуги: Старі Кути.

## Цікавий факт
- У селі Кути потік перетинає автошлях Т 0904[3].